# Liars
Liars — американская рок-группа, образовавшаяся в 2000 году в Бруклине, Нью-Йорк, и исполняющая (согласно Allmusic) мелодичный, угловатый рок, выстроенный на основных элементах танцевального панка и созвучный творчеству таких британских групп конца 1970-х годов, как A Certain Ratio, Gang of Four, Slits; Trouser Press упоминает «амбициозные вставки… словно бы протянутые от Minutemen к Джорджу Клинтону». В состав группы (в течение десятилетия менявшей состав) на начало 2011 года входят Энгус Эндрю (гитара, вокал), Эрон Хэмфилл (гитара, синтезатор, перкуссия) и Джулиан Гросс (ударные).

## Дискография

### Альбомы
- They Threw Us All in a Trench and Stuck a Monument on Top (Gern Blandsten, 2001)
- They Were Wrong, So We Drowned (Mute Records, 2004)
- Drum’s Not Dead[3] (Mute Records, 2006)
- Liars (Mute Records, август 2007)
- Sisterworld (Mute Records, март 2010)
- WIXIW (Mute Records, июнь 2012)
- «Mess» (Mute Records, март 2014)

### EPs и синглы
- Fins to Make Us More Fish-Like (Mute Records, 2002)
- Atheists, Reconsider (Arena Rock Recording Co., 2002) — сплит с Oneida)
- We No Longer Knew Who We Were
- There’s Always Room On the Broom (UK #74)[4]
- We Fenced Other Gardens With the Bones of Our Own
- It Fit When I Was a Kid
- The Other Side of Mt. Heart Attack (UK #213)
- Liars Session (Mute Records, 2007)
- «How Many More Times» (сплит с Gerry Mitchell & Little Sparta (Fire Records Keep Mother series G-H 2006)
- «Plaster Casts of Everything»
- «House Clouds»
- «Leopard on My Right»/«Dear» (2008)
- «Scissor» (2010)
- «The Overachievers» (2010)
- «Proud Evolution» (2010)
- «Live From Shepherd’s Bush» (2010)